# Urszulin (powiat Włodawski)
Urszulin is een dorp in het Poolse woiwodschap lubelskie, in het district Włodawski. De plaats maakt deel uit van de gemeente Urszulin en telt 800 inwoners.